# Rudraprayag (dystrykt)
Rudraprayag – jeden z trzynastu dystryktów indyjskiego stanu Uttarakhand. Znajduje się w dywizji Garhwal. Powierzchnia tego dystryktu wynosi 2439 km². Stolicą dystryktu jest miasto Rudraprayag. 

## Położenie
Na zachodzie graniczy z dystryktem Tehri Garhwal, od północy z Uttarkashi, od wschodu z dystryktem Chamoli a na południu z dystryktem Pauri Garhwal.